# 錫馬隆 (堪薩斯州)
錫馬隆（英語：Cimarron）是一個位於美國堪薩斯州格雷縣的城市。

## 地方資料
根據2020年美國人口普查的數據，錫馬隆的面積為2.98平方千米，當中陸地面積為2.98平方千米，而水域面積為0.00平方千米。當地共有人口1981人，而人口密度為每平方千米664.77人。